# Вінгейт (Північна Кароліна)
Вінгейт (англ. Wingate) — місто (англ. town) в США, в окрузі Юніон штату Північна Кароліна. Населення — 4055 осіб (2020).

## Географія
Вінгейт розташований за координатами 34°59′5″ пн. ш. 80°27′0″ зх. д. / 34.98472° пн. ш. 80.45000° зх. д. (34.984849, -80.449950).  За даними Бюро перепису населення США в 2010 році місто мало площу 5,17 км², з яких 5,15 км² — суходіл та 0,01 км² — водойми.

## Демографія
Згідно з переписом 2010 року, у місті мешкала 3491 особа в 945 домогосподарствах у складі 650 родин. Густота населення становила 676 осіб/км².  Було 1046 помешкань (203/км²).
Расовий склад населення:
| - 60,6 % — білих - 28,8 % — чорних або афроамериканців - 0,9 % — азіатів - 0,4 % — корінних американців - 0,1 % — вихідців з тихоокеанських островів - 7,9 % — осіб інших рас |

До двох чи більше рас належало 1,4 %. Частка іспаномовних становила 12,4 % від усіх жителів.
За віковим діапазоном населення розподілялося таким чином: 20,0 % — особи молодші 18 років, 71,5 % — особи у віці 18—64 років, 8,5 % — особи у віці 65 років та старші. Медіана віку мешканця становила 22,5 року. На 100 осіб жіночої статі у місті припадало 90,6 чоловіків;  на 100 жінок у віці від 18 років та старших — 85,6 чоловіків також старших 18 років.
Середній дохід на одне домашнє господарство  становив 50 280 доларів США (медіана — 36 875), а середній дохід на одну сім'ю — 64 368 доларів (медіана — 53 269). За межею бідності перебувало 26,2 % осіб, у тому числі 29,6 % дітей у віці до 18 років та 25,9 % осіб у віці 65 років та старших.
Цивільне працевлаштоване населення становило 1491 особа. Основні галузі зайнятості: освіта, охорона здоров'я та соціальна допомога — 38,4 %, виробництво — 13,3 %, роздрібна торгівля — 12,3 %.